# Пастафрола
Пастафрола је занатски колач типичан за гастрономију Италије, Египта, Грчке, Парагваја, Аргентине и Уругваја.  Његов међународни дан је 18. јул, састављен је од теста традиционално прекривеног слаткишима од батата или китникеса. Постоје варијанте са псидиумом које су карактеристичне за парагвајску гастрономију.  Поред класичног са желеом од дуња, у Аргентини и Уругвају може да се прави и са dulce de leche и кремом за пециво.  Украшена је танким тракама од истог теста, формирајући на слатком слоју ромбоидни квадратни облик. Кува се у рерни и типичан је прилог уз грицкалице или мате, или у било које доба дана. 

## Порекло
Постоје верзије које указују на то да је италијанског порекла, мада се такође каже да је то креолска верзија Линцер торте, сличног колача који се налази у аустријским посластичарницама, али је пуњен китникесом и њено тесто обично има зачине, посебно цимет.
Италијанска верзија каже да је рецепт био познат у Венецији још пре 1000. године када је коришћен као неутрални препарат и за слану и за слатку храну. За први забележени опис се каже да датира из шестог века.
Ђеновски посластичари претворили су га у слатку посластицу када су додали шећерну трску. Припрема и стил потичу од италијанске кростате. Кростата је слатка торта која се прави од теста које Италијани називају паста фрола, а затим се пуни свежим воћем, слаткишима, кремом за пециво или рикотом и завршава типичном решетком теста.

## Етимологија
Термин „пастафрола“ потиче од италијанског „пастафрола“, врсте теста са којим се припрема кростата, типично италијанско слатко од којег се добија пастафрола. 

## Састојци
Састојци који се обично користе у пастафроли су:  
- Брашно
- Кукурузни скроб
- Со
- Маслац или маст
- Шећер
- Јаја
- Корица лимуна (или неке ароме као што је есенција ваниле)
- Слаткиши или џемови, обично направљени од смокава, дуња, батата итд.
- кокос